# Liste des Premiers ministres koweïtiens
Le Premier ministre du Koweït est le chef du gouvernement de l'État du Koweït depuis 1962.

## Liste des Premiers ministres
| N° | Portrait                            | Titulaire (Naissance-Mort)                                                  | Mandat           | Mandat           | Mandat                     |
| N° | Portrait                            | Titulaire (Naissance-Mort)                                                  | Début            | Fin              | Durée                      |
| -- | ----------------------------------- | --------------------------------------------------------------------------- | ---------------- | ---------------- | -------------------------- |
| 1  | Abdallah al-Salim al-Sabah          | Abdallah al-Salim al-Sabah عبد الله السالم الصباح (1895-1965)               | 17 janvier 1962  | 2 février 1963   | 1 an et 16 jours           |
| 2  | Sabah al-Salim al-Sabah             | Sabah al-Salim al-Sabah صباح السالم الصباح (1913-1977)                      | 2 février 1963   | 30 novembre 1965 | 2 ans, 9 mois et 28 jours  |
| 3  |                                     | Jaber al-Ahmad al-Jaber al-Sabah جابر الأحمد الجابر الصباح (1926-2006)      | 30 novembre 1965 | 8 février 1978   | 12 ans, 2 mois et 9 jours  |
| 4  | Saad al-Abdallah al-Salim al-Sabah  | Saad al-Abdallah al-Salim al-Sabah سعد العبد الله السالم الصباح (1930-2008) | 8 février 1978   | 13 juillet 2003  | 25 ans, 5 mois et 5 jours  |
| 5  | Sabah al-Ahmad al-Jaber al-Sabah    | Sabah al-Ahmad al-Jaber al-Sabah صباح الأحمد الجابر الصباح (1929-2020)      | 13 juillet 2003  | 30 janvier 2006  | 2 ans, 6 mois et 17 jours  |
| 6  | Nasser al-Mohammed al-Sabah         | Nasser al-Mohammed al-Sabah ناصر المحمد الأحمد الصباح (né en 1940)          | 30 janvier 2006  | 4 décembre 2011  | 5 ans, 10 mois et 4 jours  |
| 7  | Jaber al-Moubarak al-Ahmad al-Sabah | Jaber al-Moubarak al-Ahmad al-Sabah جابر المبارك الحمد الصباح (1942-2024)   | 4 décembre 2011  | 19 novembre 2019 | 7 ans, 11 mois et 15 jours |
| 8  | Sabah al-Khaled al-Sabah            | Sabah al-Khaled al-Sabah الشيخ صباح الخالد الحمد الصباح (né en 1953)        | 19 novembre 2019 | 24 juillet 2022  | 2 ans, 8 mois et 5 jours   |
| 9  | Ahmad Nawaf al-Ahmad al-Sabah       | Ahmad Nawaf al-Ahmad al-Sabah الشيخ أحمد النواف الأحمد الصباح (né en 1958)  | 24 juillet 2022  | 4 janvier 2024   | 1 an, 5 mois et 24 jours   |
| 10 | Muhammad al-Sabah al-Salim al-Sabah | Muhammad al-Sabah al-Salim al-Sabah محمد صباح السالم الصباح (né en 1955)    | 4 janvier 2024   | 15 mai 2024      | 4 mois et 11 jours         |
| 11 | Ahmad al-Abdallah al-Sabah          | Ahmad al-Abdallah al-Sabah أحمد عبد الله الأحمد الصباح (né en 1952)         | 15 mai 2024      | en cours         | 9 mois et 25 jours         |